# Chassalia ugandensis
Chassalia ugandensis är en måreväxtart som beskrevs av Bernard Verdcourt. Chassalia ugandensis ingår i släktet Chassalia och familjen måreväxter.
Artens utbredningsområde är Uganda. Inga underarter finns listade i Catalogue of Life.